# Tam công

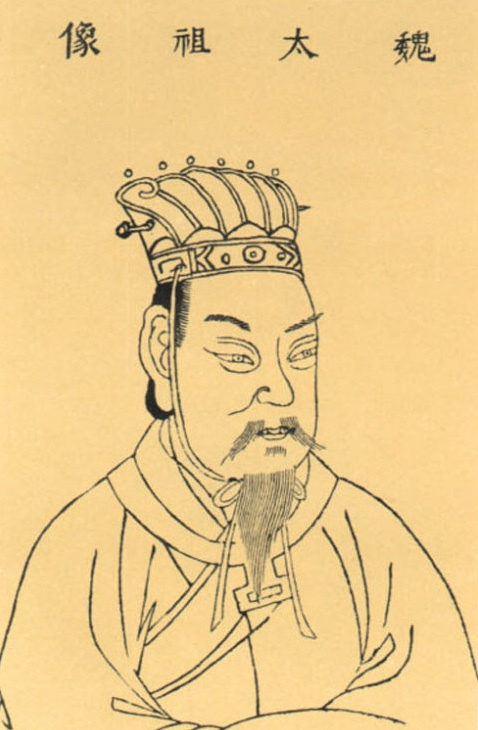
Tào Tháo - từng là Tư không thời Hán Hiến Đế trước khi tự xưng Ngụy vương

Tam công (chữ Hán: 三公) dùng để chỉ ba chức quan cao cấp nhất trong triều đình phong kiến tại các nước Á Đông như Trung Quốc và Việt Nam. Chức vị chi tiết từng bộ ba này thay đổi theo từng thời đại mà không cố định.

## Chế độ
Trong Thiên văn, Tam công là tên sao. Tấn thư, Thiên Văn Chí chép rằng: "Ba sao Tiêu Nam trong chòm sao Bắc Đẩu, sao Khôi đệ nhất, phía Tây ba sao nữa, đều gọi là Tam công. Trên trời, các sao này chủ về dụng đức cải hóa thế gian, hòa hợp chính sự, dung hòa Âm-Dương. Lại nói: Đông Bắc 3 sao gọi là Tam công, chủ những đại thần ngồi ở Triều đình".
Tam công có xuất xứ từ nhà Chu, gồm ba chức quan là Thái sư, Thái phó (太傅) và Thái bảo (太保). Thời Tây Hán, thiết trí Thừa tướng, Thái úy và Ngự sử đại phu (御史大夫); sau lại sửa thành Đại tư đồ (大司徒), Đại tư mã (大司马) và Đại tư không (大司空). Đến thời Đông Hán, các chức danh này được đổi tên thành [Thái úy; 太尉]; [Tư đồ; 司徒] cùng [Tư không; 司空], được gọi là "Tam tư", vị trí dưới Thái phó, khi ấy xưng gọi Thượng công (上公). Thời Bắc Nguỵ thiết lập Thái sư, Thái phó và Thái bảo, gọi là Tam sư Thượng công (三師上公).
Thời nhà Tùy và nhà Đường, các chức Tam công thuộc hàng vinh hàm. Sang thời nhà Tống, Tống Huy Tông đem đổi Tam công là Thái sư, Thái phó cùng Thái bảo (nguyên là Tam sư). Thời nhà Nguyên, nhà Minh và nhà Thanh, Tam công đã được mặc định thành Thái sư, Thái phó cùng Thái bảo, tiếp tục là một loại vinh hàm tối cao trong hệ thống.
Lương bổng của Tam công thời Hán là một vạn thạch. Có lẽ là thạch lúa mì, vì thời đó gạo chưa phổ biến ở vùng phía Bắc sông Dương Tử, trung tâm của nhà Hán. Về sau, với sự hình thành của Lục bộ thì Tam công dần trở thành các chức danh danh dự, mang màu sắc là các cố vấn cao cấp của triều đình. Vì tính chất này, quá nửa các triều đại đều chỉ tặng Tam công sau khi vị lão thần qua đời mà thôi.

## Tam công đầu tiên
- Thái sư: Khương Tử Nha
- Thái phó: Chu Công Đán
- Thái bảo:Thiệu công Thích